# 高橋裕 (競馬)
高橋 裕（たかはし ゆたか、1953年5月19日 - ）は、日本中央競馬会 (JRA) ・美浦トレーニングセンターに所属していた元調教師。

## 来歴
1977年、美浦・八木沢勝美厩舎所属の調教助手となる。
1991年、2月に調教師免許を取得し、その後厩舎を開業する。12月7日に管理馬が初出走し、カネツサプライズが12着となり、12月21日にインターエリモが勝利し、のべ3戦目で初勝利を挙げた。
1993年、2月14日に共同通信杯4歳ステークスをマイネルリマークが制し、管理馬が重賞初勝利を挙げる。
1996年、4月3日に地方競馬で管理馬が初出走し、同日地方初勝利を挙げる。
2007年、11月20日に兵庫ジュニアグランプリをディアヤマトが制し、管理馬が地方の重賞初勝利を挙げる。
2014年、全日本2歳優駿をディアドムスが制し、管理馬のGI級競走初優勝となった。
2024年3月5日をもって定年のため、調教師を引退した。

## 調教師成績
|            | 日付           | 競馬場・開催   | 競走名         | 馬名             | 頭数 | 人気 | 着順 |
| ---------- | -------------- | -------------- | -------------- | ---------------- | ---- | ---- | ---- |
| 初出走     | 1991年12月7日  | 4回中京5日12R  | 4歳上500万下   | カネツサプライズ | 16頭 | 4    | 12着 |
| 初勝利     | 1991年12月21日 | 5回中山7日8R   | 4歳上900万下   | インターエリモ   | 16頭 | 1    | 1着  |
| 重賞初出走 | 1992年9月6日   | 3回新潟8日11R  | 新潟3歳S       | マイネルリマーク | 12頭 | 7    | 4着  |
| 重賞初勝利 | 1993年2月14日  | 1回東京6日11R  | 共同通信杯4歳S | マイネルリマーク | 11頭 | 2    | 1着  |
| GI初出走   | 1993年4月22日  | 3回中山8日10R  | 皐月賞         | マイネルリマーク | 18頭 | 7    | 13着 |
| GI級初勝利 | 2014年12月17日 | 10回川崎3日11R | 全日本2歳優駿  | ディアドムス     | 14頭 | 3    | 1着  |

## おもな管理馬
- マイネルリマーク（1993年共同通信杯4歳ステークス）
- トキオエクセレント（1997年青葉賞）
- ルネッサンス（2000年ラジオたんぱ賞）
- マイネルゼスト（2004年葵ステークス）
- スキップジャック（2004年京王杯2歳ステークス）
- バローネフォンテン（2005年ペガサスジャンプステークス、東京オータムジャンプ）
- ディアヤマト（2007年兵庫ジュニアグランプリ）
- セイクリッドバレー（2011年新潟大賞典）
- ディアドムス（2014年全日本2歳優駿、北海道2歳優駿）